# パナソニック建設エンジニアリング
パナソニック建設エンジニアリング株式会社は、プライム ライフ テクノロジーズの子会社である。

## 業務内容
- 住宅新築・リフォーム、オール電化・各種電気設備、水回り設備工事

## 沿革
- 1963年1月21日 - 設立。
- 2000年10月1日 - 松下電器産業設備営業本部と全国の設備機器販売会社を統合し、松下設備システム株式会社設立。
- 2001年3月27日 - ISO 9001認証取得（2006年3月18日、認証改定）。
- 2005年4月1日 - 親会社が松下電器産業から松下電工へ移行。入浴設備製造部門を松下電工バス&ライフ株式会社へ、キッチン・水周り製造部門を松下電工へ移管。
- 2006年4月1日 - 営業部門を全国のナショナル建材へ譲渡・統合し、各地域毎に新会社「○○ナショナル設備建材」を設立。施工サービス部門を存続会社とし松下電工ホームエンジニアリングへ社名変更。
- 2007年1月1日 - 松下電工SFGを吸収合併。
- 2008年10月1日 - 松下グループの名称変更に伴い、パナソニック電工ホームエンジニアリングへ社名変更。同時に各地域毎の営業会社「○○ナショナル設備建材」は「パナソニック電工リビング○○」に社名変更。
- 2012年1月1日 - グループ内の再編に伴い、パナソニックの子会社となり、パナソニック ホームエンジニアリングへ社名変更（同時に「パナソニック電工リビング○○」は「パナソニック リビング○○」に商号変更、北海道・東北は合併）。
- 2016年4月1日 - パナソニックホームエンジニアリング株式会社と合併し、パナソニックES建設エンジニアリングへ社名変更。
- 2019年4月1日 - 社名をパナソニック建設エンジニアリングへ変更。
- 2020年1月7日 - パナソニックとトヨタ自動車の合弁会社であるプライムライフテクノロジーズ株式会社に親会社が異動[2]。

## 関連会社
- パナソニック リビンググループ 
  - パナソニックリビング北海道・東北株式会社
  - パナソニックリビング株式会社
  - パナソニックリビング中部株式会社
  - パナソニックリビング近畿株式会社
  - パナソニックリビング中四国株式会社
  - パナソニックリビング九州株式会社